# Bogdan Khmelnitski (film)
Pour plus de détails, voir Fiche technique et Distribution.
Bogdan Khmelnitski (Богдан Хмельницкий) est un film soviétique réalisé par Igor Savtchenko, sorti en 1941.

## Fiche technique
- Titre original : Богдан Хмельницкий
- Titre français : Bogdan Khmelnitski[1]
- Réalisation : Igor Savtchenko
- Scénario : Olexandr Kornitchouk
- Photographie : Iouri Ekeltchik
- Musique : Sergueï Pototski
- Pays d'origine : URSS
- Format : Noir et blanc - 35 mm - Mono
- Genre : drame
- Durée : 114 minutes
- Date de sortie : 1941

## Distribution
- Nikolaï Mordvinov : Bogdan Khmelnitski
- Garen Joukovskaïa : Gelena Tchaplinskaïa
- Nikita Iltchenko : Maxime Krivonos
- Boris Bezgine : Ivan Bogoune
- Andreï Ivantchenko : Opanas
- Vitali Politseïmako : Lizogoub
- Mikhaïl Jarov : Gavrilo
- Boris Andreïev : Dovbnia/Pouchkine
- Rostislav Ivitski : Tour
- Dmitri Kapka : Kojoukh
- Palladi Belokon : Piven
- Pavel Passeka : Storojevoï
- Alexandre Khvylia : Kobzar
- Mikhaïl Vysotski : Tykva